# Bataille de La Ciudadela
Guerres civiles argentines
(Seconde guerre civile dans l'Intérieur (es))
La bataille de La Ciudadela est un combat qui opposa, pendant les guerres civiles argentines, les forces fédéralistes, sous les ordres de Juan Facundo Quiroga, et les forces unitaires de Gregorio Aráoz de Lamadrid, dans les environs de Tucumán le 4 novembre 1831.

## Arrière-plan
La Ligue unitaire avait duré ce que dura le commandement du général José María Paz. Par suite de l'emprisonnement de ce dernier par les fédéralistes, Lamadrid retourna avec son armée vers Tucumán. Entre-temps, Quiroga récupérait le pouvoir à Cuyo avec à peine 450 hommes, même si ses rhumatismes l'empêchaient de se déplacer à la vitesse requise. Il ne tarda pas à réunir une armée de 1 200 cavaliers et de 500 fantassins à Mendoza et décida de marcher sur Tucumán.
Lamadrid réussit à réorganiser son armée (de moins de 1 500 hommes, très démoralisés) dans sa province natale et repoussa les attaques à Salta. Il repoussa aussi Juan Felipe Ibarra à Río Hondo et l'obligea ainsi à retourner à Santiago del Estero. Quiroga envoya son second, Bargas, affronter les unitaires dans la province de Catamarca, mais celui-ci fut battu à Miraflores (es). Quiroga prit alors la tête de ses hommes et marcha sur Tucumán à la poursuite de Lamadrid.

## Déroulement
Le 3 novembre à midi, il y eut un début de bataille à Famaillá, mais les troupes fédéralistes furent arrêtées par l'épaisseur de la forêt. Le lendemain matin, déjà arrivé à La Ciudadela, Quiroga divisa ses forces en deux et plaça la moitié gauche sous la conduite du général José Ruiz Huidobro (es) et la moitié droite sous la conduite de Martín Yanzón (es) et de Nazario Benavidez (es), futurs gouverneurs de la province de San Juan. Les forces de Lamadrid étaient sous le commandement de Javier López et de Juan Esteban Pedernera. D'autres colonels éminents allaient être Juan Arengreen (es), José María Aparicio (es) et José Félix Correa de Saá (es).
La bataille dura deux heures et demie, et la balance sembla pencher à diverses reprises en faveur de Lamadrid, mais Quiroga ramenait lui-même sur le champ de bataille chaque régiment qui se dispersait, et il est peu à progressivement devenu évident que les forces fédéralistes remporteraient la victoire. Par ailleurs, l'efficacité avec laquelle le chef fédéraliste était obéi par ses troupes, tandis que les unitaires se surveillaient mutuellement, fit que la supériorité numérique des Tucumans influa peu sur l'issue de la bataille. Lamadrid imputa l'échec aux doutes de certains de ses colonels, dont Pedernera, lorsqu'il leur ordonna d'attaquer.
Il y eut moins de 50 morts dans le camp fédéraliste, dont le colonel Bargas et trois autres officiers. Parmi les unitaires, il y eut plus de 200 morts et de 1 000 prisonniers, dont quelque 33 officiers qui furent exécutés.

## Conséquences
Lamadrid et la plupart de ses officiers se réfugièrent à Salta, mais le gouvernement provincial refusant d'organiser une nouvelle armée pour s'opposer à Quiroga, ils durent fuir en Bolivie. La victoire fédéraliste mit fin pour plusieurs années au projet que le parti unitaire avait formé de contrôler l'Argentine.
Le 2 décembre, les gouverneurs des provinces de La Rioja et de Salta conclurent à Tucumán un accord de paix où la seconde s'engageait à suivre des politiques nettement fédéralistes et à payer les frais de la guerre à la première. Le général Alejandro Heredia fut élu gouverneur de Tucumán et exerça son influence pour que le gouvernement de la province de Salta fût assumé par le fédéral Pablo Latorre ; Heredia expulsera Latorre du gouvernement quelques années plus tard. Les dirigeants les plus éminents du parti unitaire tucuman furent obligés de payer les contributions de guerre exigées par Quiroga, mais elles ne furent pas payées dans leur totalité en raison de l'amitié entre Heredia et Quiroga. La province de Catamarca fut aussi obligée de payer des réparations coûteuses des dommages de guerre à la province de La Rioja.